# 伊藤清司
伊藤清司（いとう せいじ、1924年5月27日 - 2007年6月16日），男，文学博士，日本庆应义塾大学名誉教授，主要从事中日神话比较研究、中国少数民族研究。

## 著作
代表作有《日本神话与中国神话》（1979）、《昔话传说的系谱》（1979）、《中国的神兽·恶鬼们》（1986）、《中国少数民族的信仰与习俗》（1993）、《世界神话事典》（共编，1994）等多部。先生于2007年6月18日上午10点44分在东京逝世，享年83岁。